# پدرو کالمینو
پدرو کالمینو (انگلیسی: Pedro Calomino; ۱۳ مارس ۱۸۹۲ – ۱۲ ژانویهٔ ۱۹۵۰) بازیکن فوتبال و مربی فوتبال اهل آرژانتین بود.
از باشگاه‌هایی که در آن بازی کرده‌است می‌توان به باشگاه فوتبال بوکا جونیورز، اشاره کرد.
وی همچنین در تیم ملی فوتبال آرژانتین بازی کرده‌است.